# 古格尼爾山 (上哈爾布施泰因阿爾卑斯山脈)
46°30′07″N 9°29′04″E / 46.50194°N 9.48456°E

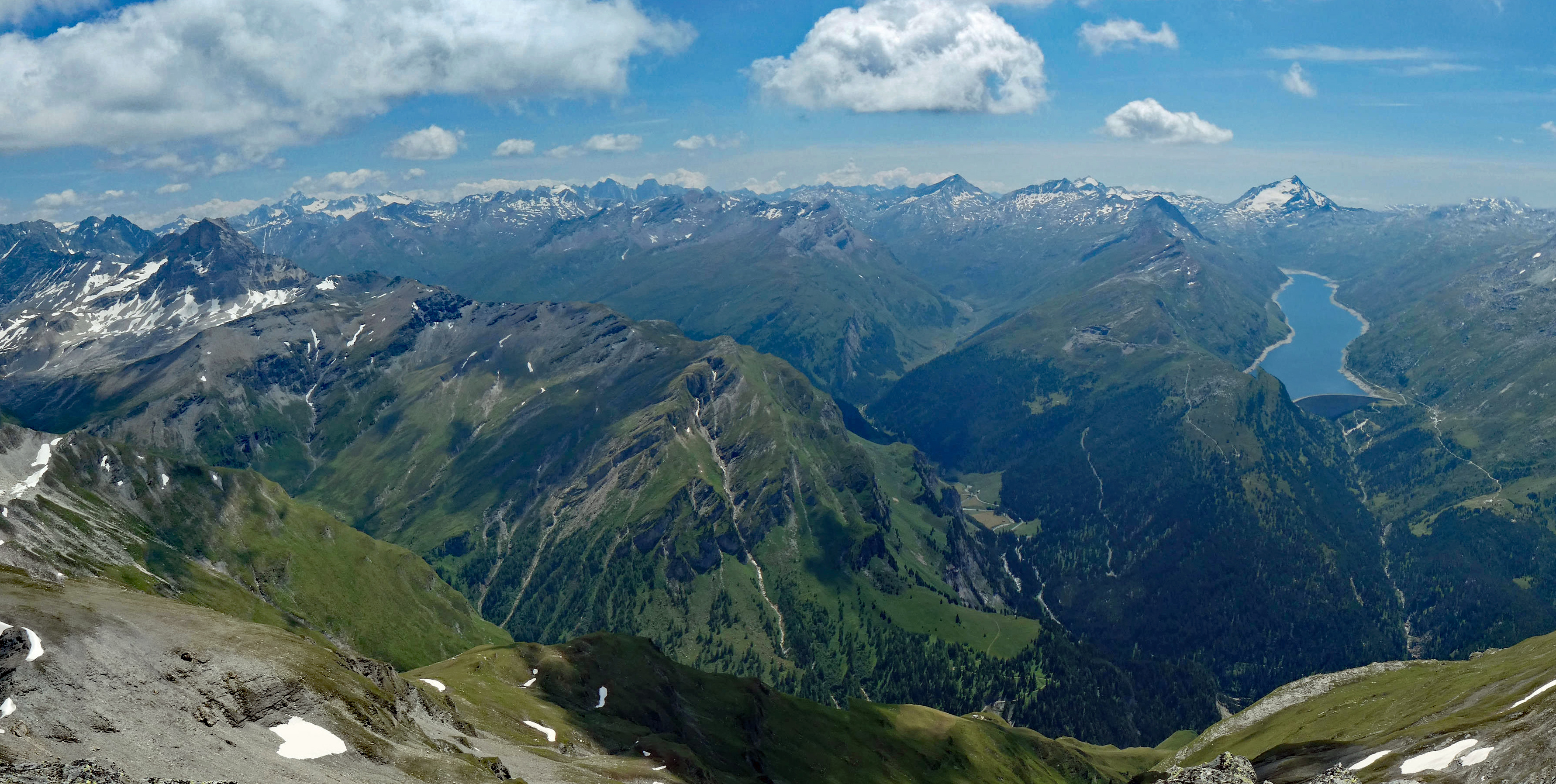

古格尼爾山（Cucalner），是瑞士的山峰，位於該國東部，由格勞賓登州負責管轄，屬於上哈爾布施泰因阿爾卑斯山脈的一部分，海拔高度2,535米，每年平均降雨量1,693毫米。